# Şahin İmranov

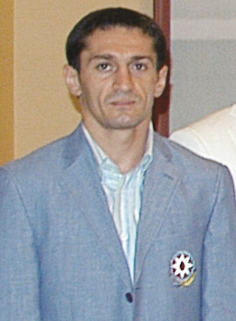
Şahin İmranov, 2008

Şahin İmranov ([ʃɑhɪn ɪmrɑnɔv]; * 23. September 1980 in Sumgait, Sowjetunion) ist ein aserbaidschanischer Boxer, zweifacher Vizeeuropameister und Gewinner einer Bronzemedaille bei den Olympischen Spielen 2008 jeweils im Federgewicht.

## Werdegang
Şahin İmranov begann als Jugendlicher mit dem Boxen. Um sich diesem Sport voll widmen zu können, trat er in die aserbaidschanische Armee ein und wurde in Baku stationiert. Aufgrund seiner Erfolge und seiner Persönlichkeit wurde er bald zum Kapitän der aserbaidschanischen Boxnationalmannschaft ernannt. Der 1,70 Meter große und ca. 60 kg schwere Athlet war sehr verletzungsanfällig, so dass er deswegen noch größere Erfolge verpasste.
In das internationale Boxgeschehen griff er erstmals im Jahre 2002 ein. Nach Siegen bei Boxturnieren in Machatschkala und Baku startete er bei der Europameisterschaft dieses Jahres in Perm. Er belegte dort im Federgewicht hinter dem Russen Raimkul Malachbekow gleich einen hervorragenden 2. Platz. Im Jahre 2003 gewann er mit dem 3. Platz, den er bei der Militär-Weltmeisterschaft in Catania erreichte, eine weitere Medaille. Vor ihm platzierten sich dabei mit Domenico Valentino aus Italien und Alexei Tischtschenko aus Russland nur zwei absolute Spitzenkönner.
Im Jahre 2004 qualifizierte sich Şahin İmranov durch einen 2. Platz beim Feliks-Stamm-Turnier in Warschau für die Teilnahme an den Olympischen Spielen in Athen. Dort traf er im Federgewicht nach einem Sieg über Ludorno Galada aus Südafrika im Achtelfinale auf Alexei Tischtschenko, gegen den er in der 3. Runde wegen einer Verletzung aus dem Ring genommen werden musste. Er belegte damit in der Endabrechnung den 9. Platz.
Bei der Weltmeisterschaft 2005 in Mianyang/China enttäuschte Şahin İmranov, denn er verlor dort seinen Kampf in der Runde der letzten 32 gegen Andreas Propp aus Deutschland nach Punkten (10:15), schied aus und kam zusammen mit allen Verlierern dieser Runde auf den 17. Platz.
Bei der Europameisterschaft 2006 in Plowdiw war er aber wieder erfolgreicher. Er gewann dort über Khedafi Djelkhir aus Frankreich, Dmytro Bulenkow aus der Ukraine und Alexej Schajdulin aus Bulgarien, alles Boxer der europäischen Extraklasse und unterlag erst im Finale gegen Albert Selimow aus Russland, womit er zum zweiten Mal Vizeeuropameister wurde.
Diesem Hoch folgte bei der Weltmeisterschaft 2007 in Chicago wieder ein kleines Tief. Şahin İmranov siegte dort zunächst über Issa Samir aus Ghana und Valentīns Morozovs aus Lettland, verlor aber im Achtelfinale völlig überraschend gegen Antresh Lalit Lakra aus Indien nach Punkten (9:15), womit für ihn nur der 9. Platz blieb.
2008 qualifizierte er sich in Pescara mit Siegen über János Mihály aus Ungarn, Michal Bjarnadski aus Belarus und Wilhelm Gratschow aus Deutschland und einer Niederlage gegen Khedafi Djelkhir, die aber für die Olympiaqualifikation keine Rolle spielte, für die Teilnahme an den Olympischen Spielen in Peking. In Peking siegte er über Galib Schafarow aus Kasachstan, Nikoloz Izoria aus Georgien und Idel Torriente aus Kuba (16:14) und stand damit im Halbfinale erneut Khedafi Djelkhir gegenüber. Er musste gegen diesen nach der ersten Runde wegen einer Verletzung aufgeben, gewann aber immerhin eine olympische Bronzemedaille.

## Internationale Erfolge
| Jahr | Platz  | Wettbewerb                                                | Gewichtsklasse | |
| 2002 | 1.     | "Anwar-Chowdry"-Cup in Baku                               | Bantam         | mit einem Punktsieg im Finale über Mahmud abd el-Elaal, Ägypten |
| 2002 | 1.     | "Umachanlw"-Memorial in Machatschkala                     | Bantam         | mit einem Punktsieg im Finale über Amir Gamsatow, Russland |
| 2002 | 2.     | EM in Perm                                                | Feder          | hinter Raimkul Malachbekow, Russland, vor Viorel Simion, Rumänien u. Konstantin Kuptadse, Georgien |
| 2003 | 3.     | CISM-Militär-WM in Catania                                | Feder          | hinter Domenico Valentino, Italien u. Alexei Tischtschenko, Russland, gemeinsam mit Yasser Sheikan, Syrien                                                                                              |
| 2004 | 2.     | "Feliks-Stamm"-Turnier (Olympiaqualifikation) in Warschau | Feder          | hinter Alexei Tischtschenko, vor Alexej Schajdulin, Bulgarien u. Marius Narkevičius, Litauen |
| 2004 | 9.     | OS in Athen                                               | Feder          | nach Abbruchsieg über Ludorno Galada, Südafrika u. Abbruchniederlage (Verletzung) gegen Alexei Tischtschenko                                                                                            |
| 2005 | 1.     | "Anwar-Chowdry"-Cup in Baku                               | Feder          | mit einem Punktsieg im Finale über Galib Schafarow, Kasachstan |
| 2005 | 2.     | "Golden-Belt"-Turnier in Bukarest                         | Feder          | mit Siegen über Kim Won-il, Südkorea u. Miklós Ráth, Ungarn u. einer Niederlage gegen Viorel Simion, Rumänien                                                                                           |
| 2005 | 17.    | WM in Mianyang/China                                      | Feder          | nach Punktniederlage gegen Andreas Propp, Deutschland |
| 2006 | 1.     | "Anwar-Chowdry"-Cup in Baku                               | Feder          | mit Punktsieg im Finale über Galib Schafarow |
| 2006 | 2.     | "Ahmet-Comert"-Turnier in Istanbul                        | Feder          | mit Siegen über Ali al-Kahaltar, Vereinigte Arabische Emirate, Miklós Varga, Ungarn, Sailom Ardee, Thailand u. Amer Agbaria, Israel u. einer kampfl. Niederlage (Verletzung) gegen Selçuk Aydın, Türkei |
| 2006 | 2.     | EM in Plowdiw                                             | Feder          | mit Siegen über Khedafi Djelkhir, Frankreich, Dmytro Bulenkow, Ukraine u. Alexej Schajdulin u. einer Niederlage gegen Albert Selimow, Russland                                                          |
| 2007 | 9.     | WM in Chicago                                             | Feder          | mit Siegen über Issa Samir, Ghana u. Valentīns Morozovs, Lettland u. einer Niederlage gegen Antresh Lalit Lakra, Indien                                                                                 |
| 2008 | 2.     | Olympiaqualifikations-Turnier in Pescara                  | Feder          | mit Siegen über János Mihály, Ungarn, Michal Bjarnadski, Belarus u. Wilhelm Gratschow, Deutschland u. einer Niederlage gegen Khedafi Djelkhir                                                           |
| 2008 | Bronze | OS in Peking                                              | Feder          | mit Siegen über Galib Schafarow, Nikolos Isorija, Georgien u. Idel Torriente, Kuba u. einer Niederlage (Verletzung) gegen Khedafi Djelkhir                                                              |

## Länderkämpfe
| Jahr | Ort         | Begegnung                           | Gewichtsklasse | Ergebnis                                      |
| 2005 | Harvey      | USA – Aserbaidschan                 | Feder          | Punktsieger über Jesse Carradine              |
| 2005 | Moskau      | Aserbaidschan – Südkorea (Welt-Cup) | Feder          | Punktsieger über Kim Won-il                   |
| 2005 | Moskau      | Aserbaidschan – Ukraine (Welt-Cup)  | Feder          | Abbruchsieger über Serwin Sulejmanow          |
| 2005 | Moskau      | Aserbaidschan – Russland (Welt-Cup) | Feder          | Abbruch-Niederlage gegen Alexei Tischtschenko |
| 2007 | Kaliningrad | Aserbaidschan – Ukraine             | Feder          | Punktsieger über Ihor Synnykow                |
| 2007 | Kaliningrad | Aserbaidschan – Usbekistan          | Feder          | Punktsieger über Sharif Aytbayev              |
| 2007 | Kaliningrad | Aserbaidschan – Russland            | Feder          | Punktniederlage gegen Albert Selimow          |

Anm.: OS = Olympische Spiele, WM = Weltmeisterschaften, EM = Europameisterschaften, Bantamgewicht, bis 54 kg u. Federgewicht bis 57 kg Körpergewicht